# Gokčanica
Gokčanica (Servisch cyrillisch Гокчаница) is een plaats in de Servische gemeente Kraljevo. De plaats telt 86 inwoners (2002).